# Amtsblatt der Königlich Preußischen Regierung zu Frankfurt an der Oder
Das Amts-Blatt der Königlichen Preußischen Regierung zu Frankfurth an der Oder (ARFO) war eine im 19. und 20. Jahrhundert herausgegebene Zeitschrift und als Amtsblatt amtliches Mitteilungsorgan der Königlich Preußischen Regierung beziehungsweise des Regierungsbezirkes Frankfurt an der Oder.
Anfangs titelte der von 1811 bis 1816 herausgegebene Vorläufer als Amts-Blatt der Königlichen Neumärkschen Regierung.
Das auch kurz Amtsblatt der Regierung zu Frankfurt/Oder genannte Periodikum erschien in den Jahren von 1816 bis 1945 teils auch als Amtsblatt der Königlich Preußischen Regierung zu Frankfurt an der Oder.
Zusammen mit dem Amtsblatt wurde oft ein „Oeffentlicher Anzeiger“ ausgeliefert, in den die Bekanntmachungen der Gerichte über Versteigerungen oder Anzeigen über Immobiliarausschreibungen eingerückt wurden.
In mehrjährigen Abständen erschien als Beilage ein Repertorium der Amtsblätter des Königl. Regierungs-Departements Frankfurt a. O.
2003 erschien eine Mikrofiche-Ausgabe des ARFO in der Reihe Die preussischen Regierungsamtsblätter.